# Куріпка біла
Курі́пка бі́ла  (Lagopus lagopus) — птах родини фазанових (Phasianidae). Поширений в арктичних зонах Америки та Європи. Взимку для маскування змінює колір на білий.

## Поширення
Поширений в Північній півкулі в тундрі і на болотах та в перелісках лісової зони і лісостепу Західного Сибіру, у країнах Балтії та Білорусі. До 19 стстоліття гніздилась, а тепер залітає в північні райони Сумщини, Чернігівщини й Житомирщини. В голоцені проникала в Лісостеп і Степ до Карпат і Криму включно.

## Зовнішній вигляд
Забарвлення білої куріпки влітку строкате, жовтувате і бурувате, навесні і восени каштановорудувате, взимку біле; ноги й ніздрі оперені. Зимою пір'я довше, краще розвинутий пух. Біле пір'я не містить пігменту і містить кисень – поганий провідник тепла, тому зимове вбрання краще захищає куріпку від холодів. Линяння відбувається тричі на рік. На пальцях зимою розвиваються довгі плоскі кігті, які допомагають птаху легше бігати по снігу і викопувати ямки для відпочинку. Влітку кігті стають коротшими, а густе оперення пальців зникає після першого линяння.

## Особливості гніздування

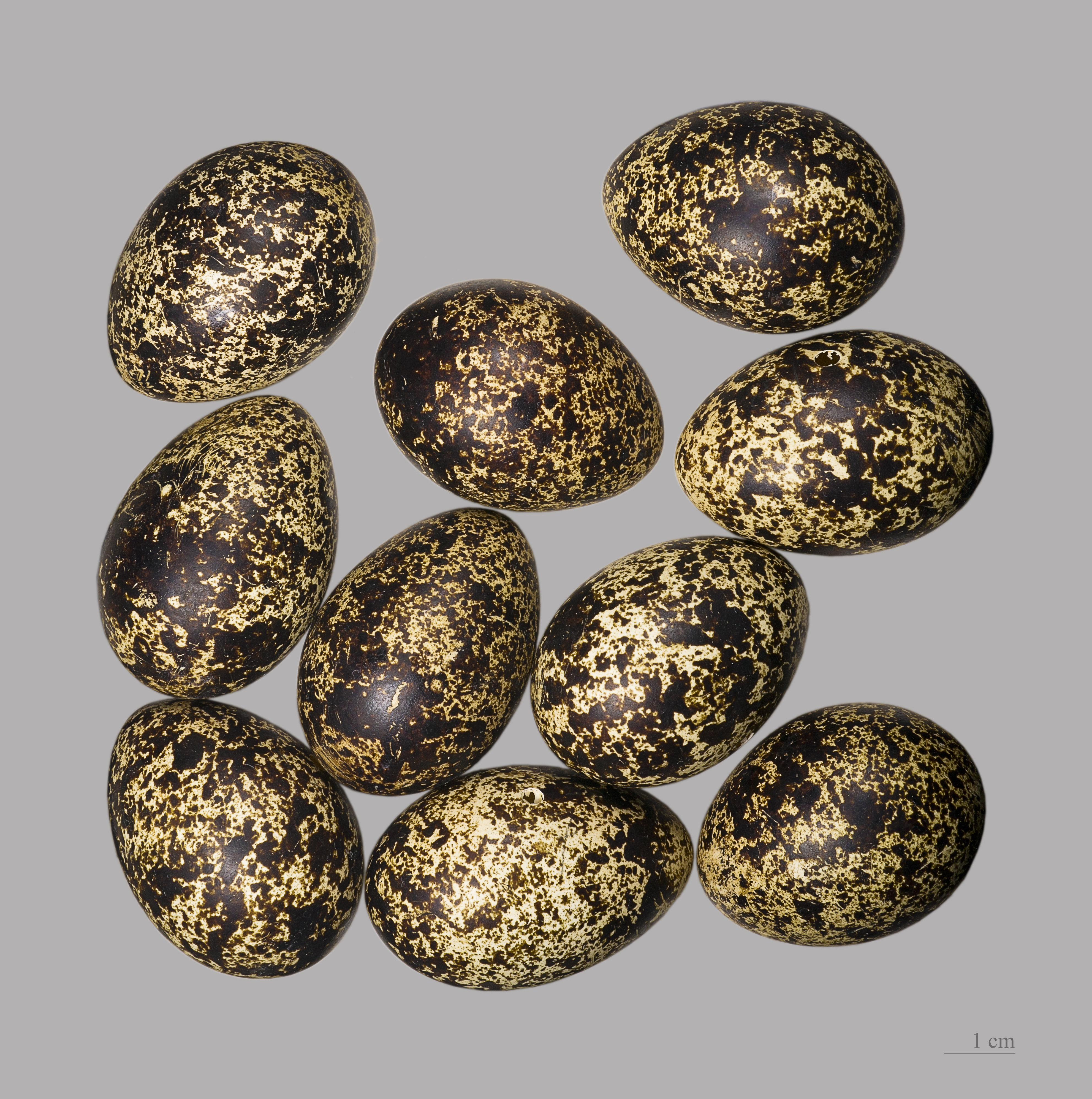
Кладка підвиду Lagopus lagopus lagopus

Гніздо розташовує на болоті чи його краю, обираючи для цього більш-менш сухе місце. При цьому густих чагарників уникає, надаючи перевагу відкритим ділянкам. Це потрібно для того, щоб птах під час насиджування міг оглядати територію навколо гнізда. Для вистилання гнізда використовує сухі гілочки трав або чагарників, іноді пір'я. Гнізда, що розташовані на зволоженому ґрунті мають більшу підстилку. Розміри гнізда: діаметр лотка 90–190 мм (в середньому 170 мм), глибина лотка 40–80 мм (приблизно 60 мм). Кладка з 5–20, частіше 8–12 яєць. Забарвлення яєць блідо-жовте з коричневими або буруватими плямами різної величини. Пігментація яєць густіша, ніж у тетерука: плями займають більше половини площі скорлупи.

## Зимівля
На зиму перелітають з тундри в лісотундру і далі на південь; тримаються великими зграями, весною розбиваються на пари. Кладку з 5–20 яєць насиджує самиця протягом 18–20 днів. У північних районах, особливо в лісотундрі, — важливий промисловий птах.

## Живлення
Живиться куріпка рослинною їжею, переважно ягодами, пагонами і листками молодих рослин.